# Journal of Chemical Physics
Journal of Chemical Physics — англоязычный рецензируемый научный журнал, издаваемый Американским институтом физики с 1933 года.
В 2012 году журнал обладал импакт-фактором 3,164.

## О журнале
Журнал публикует статьи, посвящённые проблемам химической физики. Статьи появляются ежедневно в электронном виде на сайте и публикуются четыре раза в месяц в печатном варианте.